# Homaloptera nebulosa
Homaloptera nebulosa är en fiskart som beskrevs av Alfred, 1969. Homaloptera nebulosa ingår i släktet Homaloptera och familjen grönlingsfiskar. Inga underarter finns listade i Catalogue of Life.